# Caroline Thivel
Caroline Thivel, née le 23 février 1959, est une scénariste et écrivain française.

## Biographie
Dans son livre, La Fille de l'autre, paru en 2024, Caroline Thivel enquête sur sa famille et révèle qu'elle est la fille biologique d'Alain Borne, le « poète aux cent femmes ».

## Filmographie

### Scénariste
- 1996 : Rêves ou mensonges (tv)
- 1996 : Aventures Caraïbes (tv)
- 1996 : Salut cousin ! de Merzak Allouache
- 1999 : À bicyclette de Merzak Allouache
- 2002 : À la folie... pas du tout de Lætitia Colombani
- 2004 : Tout le plaisir est pour moi d'Isabelle Broué
- 2006 : Tombé du ciel de Claude Scasso (tv)
- 2009 : Coco de Gad Elmaleh

### Autre
- 1983 : Pauline à la plage d'Éric Rohmer (assistant monteur)
- 1984 : L'Amour par terre de Jacques Rivette (stagiaire script)
- 1986 : Hurlevent de Jacques Rivette (stagiaire script)
- 1986 : Mélo d'Alain Resnais(superviseur stagiaire script)

## Publications
- Luc Besson, Christian Pétron et Caroline Thivel, Atlantis, Arthaud, 1995, 160 p. (ISBN 978-2-7003-0966-9)
- Caroline Thivel, Je t'épouse dans les cheveux, Baleine, 1999, 131 p. (ISBN 978-2-84219-218-1) ; réédité sous le titre Parle-moi encore, Avallon & Combe, 2023, 132 p.  (ISBN 978-2-38533-049-1)
- Caroline Thivel, Départs, Denoël, 2000, 202 p. (ISBN 978-2-207-24983-3)
- Caroline Thivel, Une chambre après l'autre, Denoël, 2001, 172 p. (ISBN 978-2-207-25161-4)
- Caroline Thivel, La Fille de l'autre, Plon, 2024